# 艾斯巴赫河 (伊薩爾河支流)
48°09′43″N 11°36′34″E / 48.162070°N 11.609548°E

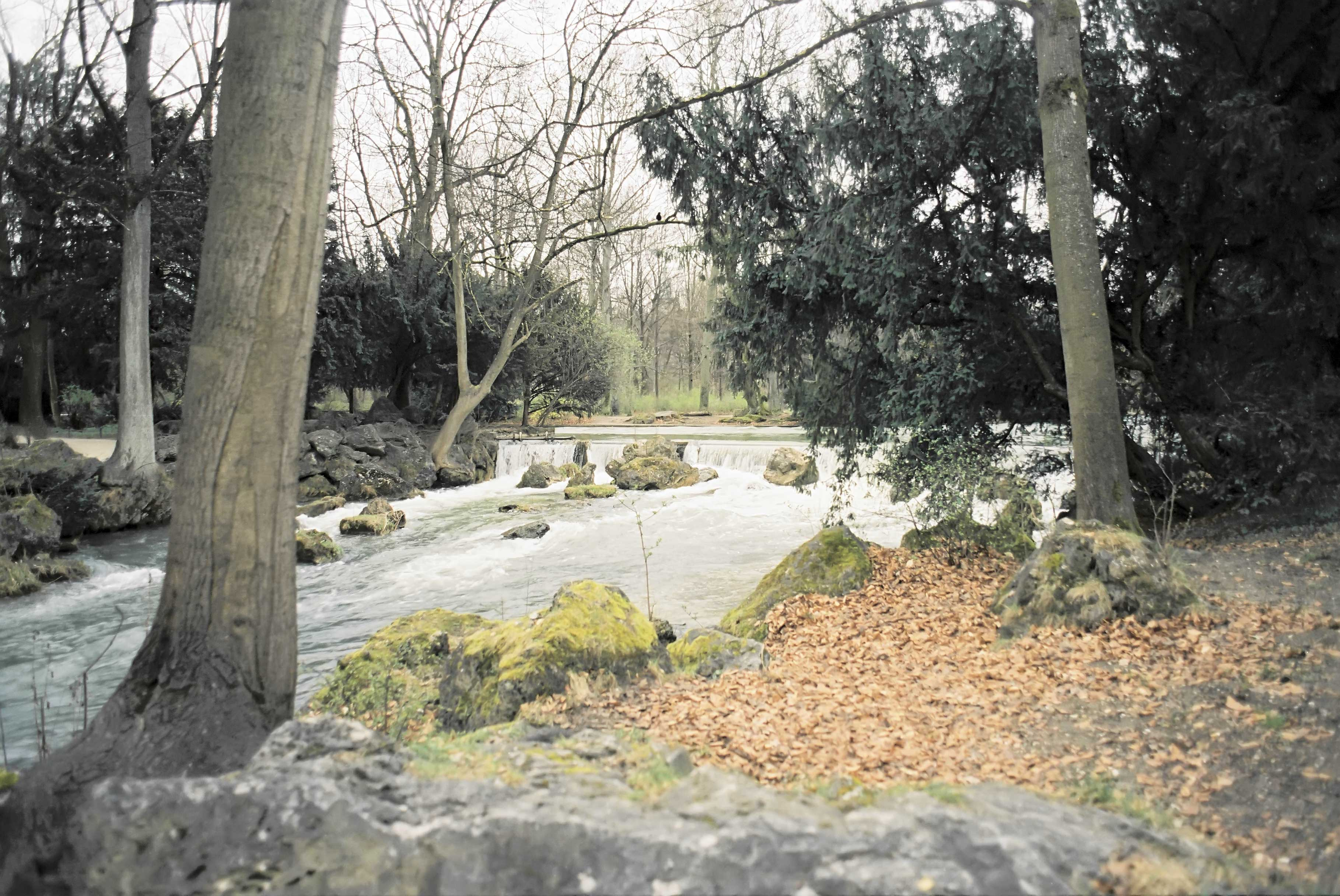

艾斯巴赫河（德語：Eisbach），是德國的河流，位於該國東南部，由巴伐利亞負責管轄，屬於伊薩爾河的左支流，該河流處於慕尼黑，河道全長2.8公里。